# 上宮学園中学校
上宮学園中学校（うえのみや がくえん ちゅうがっこう、英称：Uenomiya Gakuen Junior High School）は、大阪府大阪市天王寺区上之宮町にある私立の中学校。上宮高等学校併設の「上宮中学校」が、系列の上宮太子中学校（大阪府太子町）とともに廃校となり、2中学を統合した形で2018年（平成30年）度に新設された。設置者は学校法人上宮学園。

## 概要
従来から大阪府は 公立中学から府立名門高校進学が常となっており　ほとんどの大阪の私学は　私立中学高校６か年一貫の対応におくれていた。又　中学受験向けの地場の大阪発祥の学習塾も少なく 他府県からの流入組が大阪をリードする中学受験業界となっていた。く団塊ジュニア世代の卒業した1990年代から始まった少子化と私立中学校受験者の激減に伴い近畿圏の私立中学校のレベルが低下し　中学校の数は変わらないため、大阪府内の私立中の3分の1が定員割れとなった。
上宮学園も 上宮中学校　上宮太子中学を２校開校し　中学高校６が年一貫を目指した。　しかし　上記の状況などから
２校併存は、難しく　上宮中学校と上宮太子中学校の2校を統廃合する形で上宮学園中学が新たに開校した。
ベースとなっている上宮高校は　大阪府でもっとも古い私立で　又 数少ない旧制中学(上宮中学)からの伝統を有した私学であり、その名は 織田作之助の文学２作品に登場する。
上宮高等学校と共通の校舎（本館および新校舎）は、大阪府近代化遺産（建造物等）となっている。図書館は府内の学校でも5本の指に入る広さと5万冊を超える蔵書数（年2回新しい本を約1000冊購入している）。江戸時代の掛け軸など多数の歴史的学術資料を有しており、織田作之助の文学にも登場する。2007年春には、高校OBで文化勲章受章者直木賞作家司馬遼太郎の在校時の作品が発見された。
大阪府内でも珍しい屋内プールがあり、水泳活動が年中でき、水泳部の部活も充実している。
イギリス 及び　英国連邦で盛んなクリケットクラブがあり「スポーツマンシップ」「フェアープレイ」を
めざして頑張っている。
剣道部は　「上宮の赤胴」　として試合に出場している。

## 沿革
母体の上宮高等学校は浄土宗知恩院派によって1890年（明治23年）創立の浄土宗教校大阪校を源流とする大阪で最古の私学で、1912年（明治45年）3月に旧制中学校「上宮中學校」として設立を文部省から認可（告示第86号）。その旧制中学を母胎として1947年（昭和22年）、太平洋戦争後の学制改革に伴う新制の中学校「上宮中学校」が設置された。
1967年に生徒募集を休止。長らく事実上の廃校となっていたがバブル景気の1980年代に太子町に移転し「上宮太子中学校」として復活開校。1993年（平成5年）新たに「上宮中学校」が天王寺区に開校された。

### 年表
- 1947年（昭和22年） - 学制改革に伴い、新制の「上宮中学校」認可、発足
- 1948年 - 4月1日、新制の「上宮高等学校」認可、発足
- 1952年 - アメリカなどGHQ占領軍による本校舎の接収が解除。清堀校舎（現・大阪市立高津中学校の場所）より本校舎へ復帰
- 1966年 - 大阪府太子町に太子町校地を造成、完了
- 1967年 - 上宮中学校の生徒募集を休止（事実上の廃校）
- 1985年 - 上宮中学校を復活する形で、太子町に「上宮中学校」開校
- 1988年 - 上宮高等学校太子町学舎が開校
- 1991年（平成元年） - 太子町学舎が「上宮太子高等学校」として独立
- 1993年 - 3月28日、新たな「上宮中学校」（天王寺区）認可。4月1日、開校（太子町の上宮中学校を「上宮太子中学校」と改称）
- 2002年 - 上宮中学校に特進コースを設置
- 2011年 - 4月、高校も含め男女共学に
- 2018年 - 上宮中学校と上宮太子中学校の廃止が決まり（募集停止）、新たに「上宮学園中学校」が天王寺区に開校[2]
- 2019年 - 天王寺区の南敷地に校舎完成（創立130周年記念事業の一環）
- 2020年（令和2年） - 3月、上宮太子中学校が卒業式を挙行し廃校[3]

## 基礎データ

### 生徒数
学則定員（各3学年合計）480名。2020年（令和2年）度の入学者（1年生）111名。

### 諸費用
初年度の費用（授業料など）は、126万円（2019年度の実績）。

### 交通アクセス

#### 鉄道
- 近鉄「大阪上本町」駅より南へ徒歩5分
- 地下鉄谷町線・千日前線「谷町九丁目」駅より南東へ徒歩10分
- JR環状線「桃谷」駅より北西へ徒歩12分

#### バス
- 大阪シティバス「上本町八丁目」停留所より東へ徒歩2分

### 象徴

#### 校訓・学順
- 校訓は「正思明行」（せいしめいこう）で、「正しく考え、明らかに行動する」という意味である[4]。
- 学順とは、上宮独自の教訓のことである。

「一に掃除、二に勤行、三に学問」であり、身の回りを学習に専念できる環境に整えてから、学問に励む、という意味である。
勤行の読み方は上宮内だけの特殊な読み方で「ごんぎょう」ではなく「きんぎょう」である。

#### 校歌
浄土宗宗歌と同じく法然上人の詠んだ歌で、「月影」と呼ばれており、日本で一番短い校歌としても有名でテレビで取り上げられたこともある。
「月影の　いたらぬ里は　なけれども　眺むる人の　心にぞ澄む」
校内では毎朝8時20分月影が流れている。
毎朝8時25分には月影 鐘verで流れている。

#### 制服
男子の制服はV字型の詰襟で、女子の制服は丸襟ブラウスとノーカラージャケット、フレアスカート。

## 授業

### 設置学科・コース
「特進コース」「Gコース」がある。
部活動 == イングランドのスポーツのクリケット部があります。日本代表選手もいます。
日本代表としてロンドンのローズ競技場にて、試合を行いました。

## 学校行事

### 修学旅行
2019年（令和元年）の場合、3年生は9月にシンガポールへ修学旅行を行った。
ちなみに旧「上宮中学校」の修学旅行先は東北・北海道（4泊5日）で、沖縄県だった時もあった。2011年・2012年度は、東日本大震災の影響で熊本県・大分県に変更。2014年度は長崎県4泊5日の予定が、熊本地震の影響で東京都4泊5日に変更となった。

## 著名な出身者

### 上宮中学校
- 内本隆文 - ソフトテニス、アジアソフトテニス選手権2016シングルス金メダル、ダブルス銀メダル
- 丸山海斗 - ソフトテニス、アジアソフトテニス選手権2016ダブルス銀メダル[7]
- 斉藤立 - 柔道 パリオリンピック混合団体銀メダル
- 谷山誠　クリケット日本代表選手（JCA)
- 岡部崇人　ラグビー日本代表選手  キャノンイーグルス所属